# John Lindquist (förläggare)
John Mauritz Lindquist, född 1 mars 1871 i Stockholm, död där 5 augusti 1942, var en svensk förläggare, lärare och kommunalpolitiker.
John Lindquist var son till riksbanksrevisorn Carl Mauritz Lindquist. Efter mogenhetsexamen vid Norra realläroverket 1890 blev han student vid Uppsala universitet och avlade en filosofie kandidatexamen 1894. Lindquist arbetade därefter som extralärare vid Östermalms högre allmänna läroverk 1895–1900 samtidigt som han fortsatte sina studier och 1897 blev filosofie licentiat vid Uppsala universitet samt 1901 filosofie doktor efter att året innan ha disputerat med avhandlingen Framställning af Torbern Bergmans fysiska geografi. Lindquist arbetade 1900–1902 som lärare vid Sofi Almquists samskola och innehade 1900–1906 olika tjänster vid Norra realläroverket. Åren 1901–1903 var han lärare vid Stockholms borgarskola och 1901–1904 vid KFUM:s språkinstitut. Lindquist var 1902 med om att grunda Stockholms samgymnasium och var skolans föreståndare 1902–1911 och 1925–1926. Från 1904 var han föreståndare vid KFUM:s språkinstitut. Han arbetade som adjunkt i modersmålet, historia och geografi vid Norra realläroverket 1906–1923. Lindquist var kommunalpolitiskt aktiv och ledamot av Lidingö kommunfullmäktige 1914–1917. Han var även VD för AB Herserud på Lidingö. 1922 blev Lindquist chef för skolboksavdelningen hos P A Norstedt & Söners Förlag och då Svenska bokförlaget bildades blev han först 1928–1936 dess vice VD och därefter 1936–1942 dess VD. Lindquist är begravd på Norra begravningsplatsen utanför Stockholm.